# Stuttgarter Oratorienchor
Der Stuttgarter Oratorienchor, der älteste Konzertchor der Landeshauptstadt mit Schwerpunkt „geistliche Chormusik“, wurde im Jahre 1847 in Stuttgart als „Verein für Klassische Kirchenmusik“ von Alois Schmidt und Immanuel Faißt gegründet. Unter Immanuel Faißt, dem späteren Stiftskantor der Stuttgarter Stiftskirche, entwickelte er sich zum führenden Chor in Südwestdeutschland. Seit 1937 trägt er den Namen Stuttgarter Oratorienchor.
Heute erarbeitet der Stuttgarter Oratorienchor drei Programme pro Jahr mit großen chorsinfonischen Werken. Für seine Konzerte engagiert er namhafte Solisten und wird begleitet von renommierten Orchestern wie dem Stuttgarter Concertino (Mitglieder des Staatsorchesters) und den Stuttgarter Philharmonikern. Die Konzerte finden u. a. im Beethovensaal der Liederhalle, in der Stuttgarter Stiftskirche und in der Domkirche St. Eberhard statt.
Der Chor umfasst heute ca. 60 aktive Sängerinnen und Sänger. Die Erarbeitung der Programme in den wöchentlichen Proben beinhaltet auch die Beschäftigung mit den musikalischen und historischen Zusammenhängen.
Die musikalische Bandbreite reicht von der frühen Barockmusik bis zur gemäßigten Moderne des 20. Jahrhunderts; dazu gehören bedeutende Werke der Kirchenmusik – Oratorium, Passion, Messe, Requiem, Stabat Mater, Te Deum u. a. –, aber auch chorsinfonische weltliche Literatur wie etwa die „Carmina Burana“ von Carl Orff. Bekanntes und Unbekanntes stand und steht auf dem Programm, Ur- und Erstaufführungen inbegriffen.
Regelmäßige Konzertreisen führten den Stuttgarter Oratorienchor in den letzten beiden Jahrzehnten auch ins Ausland. So trat er in bedeutenden Kirchen und Konzertsälen in Krakau, Prag, Budapest, Brünn, Sopron, Eisenstadt, Imperia und Cardiff auf, meist in Zusammenarbeit mit anerkannten Solisten und Musikern vor Ort.
Künstlerischer Leiter ist Enrico Trummer, der 1995 die Leitung des Stuttgarter Oratorienchores übernahm.
Davor war [Ernst Leuze] der Leiter.
Der Stuttgarter Oratorienchor ist Mitglied im Verband Deutscher KonzertChöre e. V. / VDKC.